# سباق كارتون نتورك
سباق كارتون نتورك (بالإنجليزية: Cartoon Network Racing)‏
هي لعبة سباقات تم صنعها بواسطة كارتون نتورك، فايربراند (لنظام نينتندو دي أس)،
يوتيكنيكس، ذا غيم فاكتوري. اللعبة تم إصدارها في 4/12/2006 في أمريكا الشمالية،
وفي 9/2/2007 في أوروبا.اللعبة مشابهة للعبة نينتندو ماريو كارت: دبل داش (Mario kart: double dash)
التي تم إطلاقها في 2003 لكن الشخصيات مأخوذه من برامج كارتون نتورك. في اللعبة ست برامج من كارتون نتورك هي:
كوردج الجبان، البقر والدجاج، مختبر دكستر، جوني برافو، فتيات القوة، أنا ويزل.

## الشخصيات
| - جوني برافو - باني برافو: والدة جوني برافو - سوزي: صديقة جوني برافو - كارل: صديق جوني برافو - البقرة - الدجاجة - فليم - إيرل - دكستر - دي دي - والدة دكستر - والد دكستر - ماندارك | - بلاسم - بابلز - باتركاب - موجو جوجو - هم - بروفيسور يوتونيوم - فازي لامبكنز - ا.م. ويزيل - ا.ر. روبون - الفتي الأحمر - كورج - ميوريال - يوستس |